# Take Me Home (canción de Cher)
«Take Me Home» —en español:  «Llévame a casa»— es una canción de la artista estadounidense Cher. Fue compuesta por Bob Esty y Michele Aller y lanzada como primer sencillo de su álbum Take Me Home en marzo de 1979.

## Lanzamiento
«Take Me Home» fue lanzada por Cher en 1979 y se convirtió en su primera canción desde «Dark Lady» en entrar al top 10 en las listas de popularidad de Estados Unidos; sería su último sencillo notable hasta «I Found Someone» en 1987.
La canción alcanzó el puesto ocho en el Billboard Hot 100, el veintiuno en el Hot Soul Singles Chart y el dos en el Hot Dance Club Songs. Igualmente, incursionó en las listas de Canadá y Nueva Zelanda en los puestos diez y cuarenta y nueve, respectivamente. En 1979, la Recording Industry Association of America certificó el sencillo con un disco de oro tras vender 500 mil copias.

## Presentaciones en vivo
Cher ha interpretado la canción en tres de sus giras y un espectáculo:
- Take Me Home Tour (1979-1982)
- Do You Believe? Tour (1999–2000)
- The Farewell Tour (2002–2005)
- Cher at the Colosseum (2008–2011)

## Formatos de lanzamiento
- Vinilo de 7"

| Sencillo para Estados Unidos — Lado A |                |          |  |
| N.º                                   | Título         | Duración |  |
| 1.                                    | «Take Me Home» | 3:26     |  |

| Sencillo para Estados Unidos — Lado B |                          |          |  |
| N.º                                   | Título                   | Duración |  |
| 1.                                    | «My Song (Too Far Gone)» | 3:53     |  |

| Sencillo para la Región Escandinava — Lado A |                |          |  |
| N.º                                          | Título         | Duración |  |
| 1.                                           | «Take Me Home» | 3:26     |  |

| Sencillo para la Región Escandinava — Lado B |                          |          |  |
| N.º                                          | Título                   | Duración |  |
| 1.                                           | «My Song (Too Far Gone)» | 3:53     |  |

- Vinilo de 12"

| Sencillo para Estados Unidos — Lado A |                |          |  |
| N.º                                   | Título         | Duración |  |
| 1.                                    | «Take Me Home» | 7:30     |  |

| Sencillo para Estados Unidos — Lado B |                  |          |  |
| N.º                                   | Título           | Duración |  |
| 1.                                    | «Wasn't It Good» | 7:03     |  |

| Sencillo promocional para Estados Unidos |                |          |  |
| N.º                                      | Título         | Duración |  |
| 1.                                       | «Take Me Home» | 7:30     |  |

| Sencillo para Francia — Lado A |                |          |  |
| N.º                            | Título         | Duración |  |
| 1.                             | «Take Me Home» | 6:47     |  |

| Sencillo para Francia — Lado B |                          |          |  |
| N.º                            | Título                   | Duración |  |
| 1.                             | «My Song (Too Far Gone)» | 3:53     |  |

## Posicionamiento en listas

### Semanales
| Canadá         | Canadian Singles Chart         | 10 |
| Estados Unidos | Billboard Hot 100              | 8  |
| Estados Unidos | Billboard Hot Dance Club Songs | 2  |
| Estados Unidos | Billboard Hot Soul Singles     | 21 |
| Nueva Zelanda  | RIANZ                          | 49 |

## Certificaciones
| País           | Organismo certificador | Certificación | Simbolización | Ventas certificadas |
| -------------- | ---------------------- | ------------- | ------------- | ------------------- |
| Estados Unidos | RIAA                   | Oro           | ●             | 500 000             |

## Versión de Sophie Ellis-Bextor
«Take Me Home» fue reversionada por Sophie Ellis-Bextor como primer sencillo perteneciente a su álbum debut Read My Lips (2000). El logró notoriedad en Reino Unido llegando al número uno en las listas de ventas del Reino Unido y de Europa, Asia y Australia.
Este no fue lanzado como sencillo en Estados Unidos ni en Canadá, tiempo después se publicaron «Murder On The DanceFloor» y «Get Over You» del álbum debut, que llegaron al top 10 en ambos países. En las listas de ventas de España, el sencillo llegó al número tres de las listas de ventas,y fue un gran triunfo en las pistas de baile de Ibiza, con sus numerosos remixes.

### Video musical
Es el primer video musical de Ellis-Bextor. Muestra cómo ella viste diferentes vestidos clásicos de diseñadores muy conocidos de Francia (Chanel, Yves Saint Laurent o Dior). Además, aparece bailando junto con otros bailarines y al final, todos ellos entran en un club. Ellis-bextor ganó un premio a la mejor actuación dance en los Norwegian Awards en 2002.

### Formatos de lanzamiento
CD 1
1. «Take Me Home (A Girl Like Me)» [Radio Edit] (4:08)
2. «Sparkle» (4:32)
3. «Take Me Home (A Girl Like Me)» [Jewels & Stone Remix] (5:36)
4. «Take Me Home (A Girl Like Me)» [VideoClip] (4:10)

CD 2
1. «Take Me Home (A Girl Like Me)» [Radio Edit] (4:08)
2. «Take Me Home (A Girl Like Me)» [Full Intention Vocal Mix] (7:38)
3. «Take Me Home (A Girl Like Me)» [Vocal Mix] (8:32)
4. «The Universe Is You» [Álbum Versión] (3:41)
5. «Take Me Home (A Girl Like Me)» [VideoClip] (4:10)

CD 3 [ENHANCED]
1. «Take Me Home (A Girl Like Me)» [Radio Edit] (4:08)
2. «Take Me Home (A Girl Like Me)» [Jewels & Stone Remix] (5:36)
3. «Take Me Home (A Girl Like Me)» [Full Intention Vocal Mix] (7:38)
4. «Take Me Home (A Girl Like Me)» [Vocal Mix] (8:32)
5. «Take Me Home (A Girl Like Me)» [Max Reich Vocal Mix] (7:48)
6. «Sparkle» (4:32)
7. «The Universe Is You» [Álbum Versión] (3:41)
8. «GrooveJet (If This Ain't Love)» [Radio Edit] (3:58)
9. «Take Me Home (A Girl Like Me)» [VideoClip] (4:10)